# PGA Championship
Il PGA Championship è un torneo professionistico di golf disputato con cadenza annuale, organizzato dalla PGA of America.
È uno dei quattro tornei major del circuito ed è cronologicamente il secondo della stagione, giocandosi, a partire dall'edizione 2019, nella settimana che precede il Memorial Day, in maggio. Fa ufficialmente parte sia del PGA Tour che dell'European Tour e del Japan Golf Tour.

## Storia
La prima edizione del PGA Championship si tenne al Siwanoy Country Club di Bronxville, New York, nell'ottobre 1916, 6 mesi dopo la fondazione della PGA of America; questa era nata su spinta di Rodman Wanamaker, un imprenditore nel campo della grande distribuzione convinto che la creazione di un'associazione di golfisti professionisti avrebbe aiutato la vendita di equipaggiamento golfistico. Il torneo prevedeva una fase di qualificazione, giocata con la formula dello stroke play, e la successiva fase finale giocata secondo il match play; nel 1924 si decise che il campione sarebbe stato esonerato dal turno di qualificazione. Nel 1958 fu adottato l'attuale formato stroke play, con 72 buche  giocate in quattro giorni.

## Caratteristiche del torneo
Il percorso di gara non è fisso ed ogni anno la sede del torneo si sposta in varie località degli Stati Uniti, sebbene principalmente negli Stati dell'est (al 2016, solo 10 edizioni si sono tenute in Stati dell'ovest). Il campo più usato è il Southern Hills Country Club di Tulsa, Oklahoma, che ha ospitato 4 edizioni del torneo, l'ultima nel 2007.
Dal 1969 al 2018 il torneo si è tenuto in agosto, con le eccezioni del 1971 (febbraio) e del 2016 (fine luglio, per evitare sovrapposizioni con il torneo olimpico). In precedenza era stato organizzato in vari periodi, tra maggio e luglio, ma lo spostamento ad agosto permise ai giocatori di partecipare all'Open senza rinunciare al PGA Championship. Dal 2019 il torneo si tiene in maggio, nella settimana che precede il Memorial Day; nel 2020, a causa della pandemia da COVID-19, il torneo si è tenuto in agosto.
Come per gli altri major, i criteri di qualificazione al PGA Championship sono rigidi; sono invitati: i campioni delle passate edizioni, i campioni delle ultime cinque edizioni del Masters, dell'U.S. Open e dell'Open Championship, l'ultimo vincitore del PGA Senior Championship, i giocatori nelle prime quindici posizioni al termine dell'ultimo PGA Championship, i giocatori nelle prime venti posizioni al termine dell'ultimo PGA Professional National Championship, i primi 70 giocatori della money list del PGA Tour, i giocatori della squadra americana e di quella europea che hanno partecipato all'ultima Ryder Cup, purché siano tra i primi cento giocatori dell'Official World Golf Ranking, i vincitori dei tornei organizzati dal PGA Tour a partire dall'ultimo PGA Championship, altri giocatori invitati dalla PGA of America per raggiungere il totale di 156 partecipanti.

## Albo d'oro

### Vincitori dell'era del gioco a colpi
| Anno | Vincitore          | Nazionalità      | Campo                             | Punteggio | Montepremi ($) |
| ---- | ------------------ | ---------------- | --------------------------------- | --------- | -------------- |
| 2025 | Scottie Scheffler  | Stati Uniti      | Quail Hollow Club                 | 273 (-11) | 3 420 000      |
| 2024 | Xander Schauffele  | Stati Uniti      | Valhalla Golf Club                | 263 (-21) | 3 313 000      |
| 2023 | Brooks Koepka (3)  | Stati Uniti      | Oak Hill Country Club             | 271 (-9)  | 3 150 000      |
| 2022 | Justin Thomas (2)  | Stati Uniti      | Southern Hills                    | 275 (-5)  | 2 700 000      |
| 2021 | Phil Mickelson (2) | Stati Uniti      | Kiawah Island                     | 282 (-6)  | 2 160 000      |
| 2020 | Collin Morikawa    | Stati Uniti      | TPC Harding Park                  | 267 (-13) | 1 980 000      |
| 2019 | Brooks Koepka (2)  | Stati Uniti      | Bethpage Black Course             | 272 (-8)  | 1 980 000      |
| 2018 | Brooks Koepka      | Stati Uniti      | Bellerive Country Club            | 264 (-16) | 1 980 000      |
| 2017 | Justin Thomas      | Stati Uniti      | Quail Hollow Club                 | 276 (-8)  | 1 890 000      |
| 2016 | Jimmy Walker       | Stati Uniti      | Baltusrol Golf Club               | 266 (-14) | 1 800 000      |
| 2015 | Jason Day          | Australia        | Whistling Straits                 | 268 (-20) | 1 800 000      |
| 2014 | Rory McIlroy (2)   | Irlanda del Nord | Valhalla Golf Club                | 268 (-16) | 1 800 000      |
| 2013 | Jason Dufner       | Stati Uniti      | Oak Hill Country Club             | 270 (-10) | 1 445 000      |
| 2012 | Rory McIlroy       | Irlanda del Nord | Kiawah Island Golf Resort         | 275 (-13) | 1 445 000      |
| 2011 | Keegan Bradley     | Stati Uniti      | Atlanta Athletic Club             | 272 (-8)  | 1 445 000      |
| 2010 | Martin Kaymer      | Germania         | Whistling Straits                 | 277 (-11) | 1 350 000      |
| 2009 | Yang Yong-eun      | Corea del Sud    | Hazeltine National Golf Club      | 280 (-8)  | 1 350 000      |
| 2008 | Pádraig Harrington | Irlanda          | Oakland Hills Country Club        | 277 (-3)  | 1 350 000      |
| 2007 | Tiger Woods (4)    | Stati Uniti      | Southern Hills Country Club       | 272 (-8)  | 1 260 000      |
| 2006 | Tiger Woods (3)    | Stati Uniti      | Medinah Country Club              | 270 (-18) | 1 224 000      |
| 2005 | Phil Mickelson     | Stati Uniti      | Baltusrol Golf Club               | 276 (-4)  | 1 170 000      |
| 2004 | Vijay Singh (2)    | Figi             | Whistling Straits                 | 280 (-8)  | 1 125 000      |
| 2003 | Shaun Micheel      | Stati Uniti      | Oak Hill Country Club             | 276 (-4)  | 1 080 000      |
| 2002 | Rich Beem          | Stati Uniti      | Hazeltine National Golf Club      | 278 (-10) | 990 000        |
| 2001 | David Toms         | Stati Uniti      | Atlanta Athletic Club             | 265 (-15) | 936 000        |
| 2000 | Tiger Woods (2)    | Stati Uniti      | Valhalla Golf Club                | 270 (-18) | 900 000        |
| 1999 | Tiger Woods        | Stati Uniti      | Medinah Country Club              | 277 (-11) | 630 000        |
| 1998 | Vijay Singh        | Figi             | Sahalee Country Club              | 271 (-9)  | 540 000        |
| 1997 | Davis Love III     | Stati Uniti      | Winged Foot Golf Club             | 269 (-11) | 470 000        |
| 1996 | Mark Brooks        | Stati Uniti      | Valhalla Golf Club                | 277 (-11) | 430 000        |
| 1995 | Steve Elkington    | Australia        | Riviera Country Club              | 267 (-17) | 360 000        |
| 1994 | Nick Price (2)     | Zimbabwe         | Southern Hills Country Club       | 269 (-11) | 310 000        |
| 1993 | Paul Azinger       | Stati Uniti      | Inverness Club                    | 272 (-12) | 300 000        |
| 1992 | Nick Price         | Zimbabwe         | Bellerive Country Club            | 278 (-6)  | 280 000        |
| 1991 | John Daly          | Stati Uniti      | Crooked Stick Golf Club           | 276 (-12) | 230 000        |
| 1990 | Wayne Grady        | Australia        | Shoal Creek Golf and Country Club | 282 (-6)  | 225 000        |
| 1989 | Payne Stewart      | Stati Uniti      | Kemper Lakes Golf Club            | 276 (-12) | 200 000        |
| 1988 | Jeff Sluman        | Stati Uniti      | Oak Tree Golf Club                | 272 (-12) | 160 000        |
| 1987 | Larry Nelson (2)   | Stati Uniti      | PGA National Resort & Spa         | 287 (-1)  | 150 000        |
| 1986 | Bob Tway           | Stati Uniti      | Inverness Club                    | 276 (-8)  | 145 000        |
| 1985 | Hubert Green       | Stati Uniti      | Cherry Hills Country Club         | 278 (-6)  | 125 000        |
| 1984 | Lee Trevino (2)    | Stati Uniti      | Shoal Creek Golf and Country Club | 273 (-15) | 125 000        |
| 1983 | Hal Sutton         | Stati Uniti      | Riviera Country Club              | 274 (-10) | 100 000        |
| 1982 | Raymond Floyd (2)  | Stati Uniti      | Southern Hills Country Club       | 272 (-8)  | 65 000         |
| 1981 | Larry Nelson       | Stati Uniti      | Atlanta Athletic Club             | 273 (-7)  | 60 000         |
| 1980 | Jack Nicklaus (5)  | Stati Uniti      | Oak Hill Country Club             | 274 (-6)  | 60 000         |
| 1979 | David Graham       | Australia        | Oakland Hills Country Club        | 276 (-8)  | 60 000         |
| 1978 | John Mahaffey      | Stati Uniti      | Oakmont Country Club              | 276 (-8)  | 50 000         |
| 1977 | Lanny Wadkins      | Stati Uniti      | Pebble Beach Golf Links           | 282 (-6)  | 45 000         |
| 1976 | Dave Stockton (2)  | Stati Uniti      | Congressional Country Club        | 281 (+1)  | 45 000         |
| 1975 | Jack Nicklaus (4)  | Stati Uniti      | Firestone Country Club            | 276 (-4)  | 45 000         |
| 1974 | Lee Trevino        | Stati Uniti      | Tanglewood Park                   | 276 (-4)  | 45 000         |
| 1973 | Jack Nicklaus (3)  | Stati Uniti      | Canterbury Golf Club              | 277 (-7)  | 45 000         |
| 1972 | Gary Player (2)    | Sudafrica        | Oakland Hills Country Club        | 281 (+1)  | 45 000         |
| 1971 | Jack Nicklaus (2)  | Stati Uniti      | PGA National Golf Club            | 281 (-7)  | 40 000         |
| 1970 | Dave Stockton      | Stati Uniti      | Southern Hills Country Club       | 279 (-1)  | 40 000         |
| 1969 | Raymond Floyd      | Stati Uniti      | NCR Country Club                  | 276 (-8)  | 35 000         |
| 1968 | Julius Boros       | Stati Uniti      | Pecan Valley Golf Club            | 281 (+1)  | 25 000         |
| 1967 | Don January        | Stati Uniti      | Columbine Country Club            | 281 (-7)  | 25 000         |
| 1966 | Al Geiberger       | Stati Uniti      | Firestone Country Club            | 280 (E)   | 25 000         |
| 1965 | Dave Marr          | Stati Uniti      | Laurel Valley Golf Club           | 280 (-4)  | 25 000         |
| 1964 | Bobby Nichols      | Stati Uniti      | Columbus Country Club             | 271 (-9)  | 18 000         |
| 1963 | Jack Nicklaus      | Stati Uniti      | Dallas Athletic Club              | 279 (-5)  | 13 000         |
| 1962 | Gary Player        | Sudafrica        | Aronimink Golf Club               | 278 (-2)  | 13 000         |
| 1961 | Jerry Barber       | Stati Uniti      | Olympia Fields Country Club       | 277 (-3)  | 11 000         |
| 1960 | Jay Hebert         | Stati Uniti      | Firestone Country Club            | 281 (+1)  | 11 000         |
| 1959 | Bob Rosburg        | Stati Uniti      | Minneapolis Golf Club             | 277 (-3)  | 8 250          |
| 1958 | Dow Finsterwald    | Stati Uniti      | Llanerch Country Club             | 276 (-4)  | 5 500          |

### Vincitori dell'era del match play
| Anno                                                    | Vincitore        | Nazionalità         | Campo                          | Punteggio | 1º Premio ($) |
| ------------------------------------------------------- | ---------------- | ------------------- | ------------------------------ | --------- | ------------- |
| 1957                                                    | Lionel Hebert    | Stati Uniti         | Miami Valley Golf Club         | 2 & 1     | 8 000         |
| 1956                                                    | Jack Burke       | Stati Uniti         | Blue Hill Country Club         | 3 & 2     | 5 000         |
| 1955                                                    | Doug Ford        | Stati Uniti         | Meadowbrook Country Club       | 4 & 3     | 5 000         |
| 1954                                                    | Chick Harbert    | Stati Uniti         | Keller Golf Course             | 4 & 3     | 5 000         |
| 1953                                                    | Walter Burkemo   | Stati Uniti         | Birmingham Country Club        | 2 & 1     | 5 000         |
| 1952                                                    | Jim Turnesa      | Stati Uniti         | Big Spring Country Club        | 1 up      | 3 500         |
| 1951                                                    | Sam Snead (3)    | Stati Uniti         | Oakmont Country Club           | 7 & 6     | 3 500         |
| 1950                                                    | Chandler Harper  | Stati Uniti         | Scioto Country Club            | 4 & 3     | 3 500         |
| 1949                                                    | Sam Snead (2)    | Stati Uniti         | Hermitage Country Club         | 3 & 2     | 3 500         |
| 1948                                                    | Ben Hogan (2)    | Stati Uniti         | Norwood Hills Country Club     | 7 & 6     | 3 500         |
| 1947                                                    | Jim Ferrier      | Australia           | Plum Hollow Country Club       | 2 & 1     | 3 500         |
| 1946                                                    | Ben Hogan        | Stati Uniti         | Portland Golf Club             | 6 & 4     | 3 500         |
| 1945                                                    | Byron Nelson (2) | Stati Uniti         | Moraine Country Club           | 4 & 3     | 3 750         |
| 1944                                                    | Bob Hamilton     | Stati Uniti         | Manito Golf and Country Club   | 1 up      | 3 500         |
| 1943: Cancellato a causa della seconda guerra mondiale  |                  |                     |                                |           |               |
| 1942                                                    | Sam Snead        | Stati Uniti         | Seaview Country Club           | 2 & 1     | 1 000         |
| 1941                                                    | Vic Ghezzi       | Stati Uniti         | Cherry Hills Country Club      | 38 buche  | 1 100         |
| 1940                                                    | Byron Nelson     | Stati Uniti         | Hershey Country Club           | 1 up      | 1 100         |
| 1939                                                    | Henry Picard     | Stati Uniti         | Pomonok Country Club           | 37 buche  | 1 100         |
| 1938                                                    | Paul Runyan (2)  | Stati Uniti         | The Shawnee Inn & Golf Resort  | 8 & 7     | 1 100         |
| 1937                                                    | Denny Shute (2)  | Stati Uniti         | Pittsburgh Field Club          | 37 buche  | 1 000         |
| 1936                                                    | Denny Shute      | Stati Uniti         | Pinehurst Resort               | 3 & 2     | 1 000         |
| 1935                                                    | Johnny Revolta   | Stati Uniti         | Twin Hills Golf & Country Club | 5 & 4     | 1 000         |
| 1934                                                    | Paul Runyan      | Stati Uniti         | The Park Country Club          | 38 buche  | 1 000         |
| 1933                                                    | Gene Sarazen (3) | Stati Uniti         | Blue Mound Golf & Country Club | 5 & 4     | 1 000         |
| 1932                                                    | Olin Dutra       | Stati Uniti         | Keller Golf Course             | 4 & 3     | 1 000         |
| 1931                                                    | Tom Creavy       | Stati Uniti         | Wannamoisett Country Club      | 2 & 1     | 1 000         |
| 1930                                                    | Tommy Armour     | Scozia- Stati Uniti | Fresh Meadow Country Club      | 1 up      |               |
| 1929                                                    | Leo Diegel (2)   | Stati Uniti         | Hillcrest Country Club         | 6 & 4     |               |
| 1928                                                    | Leo Diegel       | Stati Uniti         | Baltimore Country Club         | 6 & 5     |               |
| 1927                                                    | Walter Hagen (5) | Stati Uniti         | Cedar Crest Country Club       | 1 up      |               |
| 1926                                                    | Walter Hagen (4) | Stati Uniti         | Salisbury Golf Club            | 5 & 3     |               |
| 1925                                                    | Walter Hagen (3) | Stati Uniti         | Olympia Fields Country Club    | 6 & 5     |               |
| 1924                                                    | Walter Hagen (2) | Stati Uniti         | French Lick Springs Resort     | 2 up      |               |
| 1923                                                    | Gene Sarazen (2) | Stati Uniti         | Pelham Country Club            | 38 buche  |               |
| 1922                                                    | Gene Sarazen     | Stati Uniti         | Oakmont Country Club           | 4 & 3     | 500           |
| 1921                                                    | Walter Hagen     | Stati Uniti         | Inwood Country Club            | 3 & 2     | 500           |
| 1920                                                    | Jock Hutchison   | Scozia- Stati Uniti | Flossmoor Country Club         | 1 up      | 500           |
| 1919                                                    | Jim Barnes (2)   | Inghilterra         | Engineers Country Club         | 6 & 5     | 500           |
| 1917-18: Cancellati a causa della prima guerra mondiale |                  |                     |                                |           |               |
| 1916                                                    | Jim Barnes       | Inghilterra         | Siwanoy Country Club           | 1 up      | 500           |

Fonte:

## Premio
Il vincitore del torneo riceve una copia del Wanamaker Trophy, che può conservare per un anno, più una copia più piccola dello stesso trofeo che conserva a vita. Il suo nome è inciso sul basamento del trofeo originale, che è conservato al PGA Historical Center. Riceve inoltre l'invito a vita a giocare le successive edizioni del PGA Championship.
Inizialmente ai vincitori era consegnato il trofeo originale, da restituire in occasione dell'edizione successiva, tuttavia questa consuetudine si interruppe nel 1928, quando il campione in carica, Walter Hagen, ammise di averlo perduto. La PGA of America ne fece realizzare una copia, tuttora consegnata ai vincitori; l'originale fu ritrovato nel 1930 nei fondi della L.A. Young & Company di Detroit e da allora conservato dalla PGA of America.

## Record
- Vincitore più anziano: Julius Boros (48 anni, 142 giorni), 1968[8]
- Vincitore più giovane: Gene Sarazen (20 anni, 174 giorni), 1922[8]
- Più volte campione: 5, Jack Nicklaus, Walter Hagen[8]
- Punteggio più basso su 72 buche: 264 (-15), Brooks Koepka (69-63-66-66), 2018[9]
- Punteggio più basso su 72 buche in relazione al par: -20, Jason Day (68-67-66-67=268), 2015[10][11]
- Punteggio più basso su 18 buche: 63, Bruce Crampton, 1975; Raymond Floyd, 1982; Gary Player, 1984; Vijay Singh, 1993; Michael Bradley, 1995; Brad Faxon, 1995; José María Olazábal, 2000; Mark O'Meara, 2001; Thomas Bjørn, 2005; Tiger Woods, 2007; Steve Stricker, 2011; Jason Dufner, 2013; Hiroshi Iwata, 2015.

## Distribuzione TV
Il campionato PGA è trasmesso negli Stati Uniti da CBS ed ESPN. A partire dal 2020, ESPN detiene i diritti per la copertura mattutina e del fine settimana e trasmetterà una copertura supplementare attraverso il suo servizio di abbonamento digitale ESPN + prima della copertura nei giorni feriali e durante le finestre di trasmissione del fine settimana. CBS detiene i diritti sulla copertura del fine settimana pomeridiano. Entrambi i contratti dureranno fino al 2030, con il contratto di ESPN che sostituirà un precedente accordo con TNT.